# Employer branding
Employer branding handlar om hur ett företag eller organisation uppfattas som arbetsgivare av potentiella, nuvarande och tidigare anställda.
Ett arbetsgivarvarumärke innehåller precis som ett konsumentvarumärke en mängd olika associationer och genom att påverka dessa associationer kan man modifiera sitt employer brand.
Undersökningar av hur olika företag uppfattas som arbetsgivare har undersökt, bland annat av bemanningföretaget Randstad, där 2014 200 000 personer i 23 länder tillfrågades om sin syn på 4,900 organisationer.